# Олексій (Муляр)
Єпископ Алексій, (в миру Олександр Петрович Муляр, нар. 4 листопада 1976, Луцьк, Українська РСР, СРСР)  — архієрей Російської православної церкви, єпископ Саянський і Нижньоудинський
Народився в родині священнослужителя (митрофорного протоієрея) в м.Луцьку. З дитинства прислуговував у храмі, допомагаючи батькові, а також ніс послух іподиякона у архієпископів Волинських Варлаама і  Варфоломія.
У 1994 році закінчив середню школу в м Луцьку.
У 1994-1998 роках навчався в Московській духовній семінарії. Під час навчання, у 1998 році, був поставлений у читця.
У 1998 році вступив на очне відділення Київської духовної академії, яку закінчив у 2002 році, захистивши дипломну роботу «Поширення християнства в Європі, Африці і Азії в I—III ст.».
У 2002-2004 роках співав у церковному хорі та був іподияконом у Києві.
У 2004 році вступив до Свято-Троїцького Іпатіївського монастиря м. Костроми, де ніс послух скарбника.
2 квітня 2005 року пострижений в малу схиму з ім'ям Алексій на честь свт. Алексія, митрополита Московського.
10 квітня 2005 року рукоположений в сан ієродиякона, 12 квітня 2005 — у сан ієромонаха.
У 2010 році зведений в сан ігумена.
19 жовтня 2011 року перейшов до кліру Магаданської єпархії, а 6 листопада того ж року призначений настоятелем Троїцького кафедрального собору   м. Магадана і скарбником єпархії.
Рішенням Священного Синоду РПЦ від 2 жовтня  2013 року обраний єпископом Саянським і Нижньоудинським.
У квітні 2013 року нагороджений орденом свт. Феодосія Чернигівського (УПЦ (МП)). 6 жовтня 2013 року зведений в сан архімандрита.
Наречений на єпископа 1 листопада 2013 року в домовому храмі Патріаршої резиденції в Чистому провулку в Москві. Хіротонізований 2 грудня за в Храмі Христа Спасителя в Москві. Богослужіння очолив патріарх Московський і всієї Русі Кирило.